# St. Martin (Tannheim)
Die römisch-katholische Pfarrkirche St. Martin in Tannheim im Landkreis Biberach wurde in den Jahren 1700/01 unter Abt Franziskus Klesin von Franz Beer von Bleichten erbaut. Die Ortschaft war zu dieser Zeit eine Exklave des geistlichen Territoriums der Reichsabtei Ochsenhausen. Die Kirche gehört heute zur Seelsorgeeinheit Rot-Iller im Bistum Rottenburg-Stuttgart und befindet sich an der Ostroute der Oberschwäbischen Barockstraße.

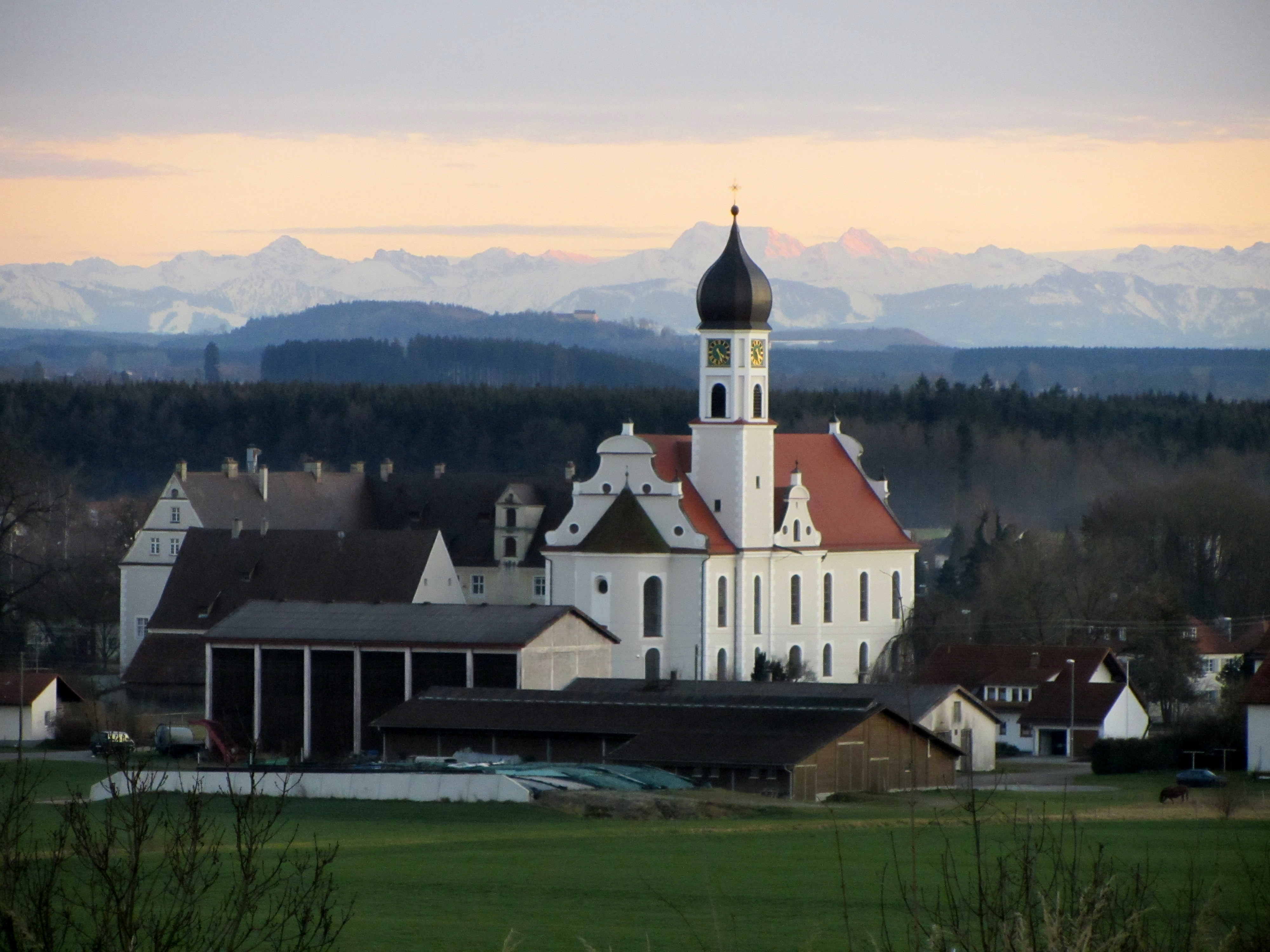
Tannheim, Sankt Martin (2011)

## Geschichte, Lage und Bauwerk
Die ältere, vielleicht noch aus reichsfränkischer Zeit stammende Kirche auf der Anhöhe am östlichen Rand des heutigen Friedhofs stand möglicherweise auf den Fundamenten einer abgegangenen Burg. Nach mehrmaligen Plünderungen und Beschädigungen während des Dreißigjährigen Krieges wurde die Kirche zugunsten des Neubaus aufgegeben. Weitere Kirchen mit dem Martinspatrozinium finden sich in Erolzheim und Kirchberg an der Iller im heute württembergischen Teil des Illertals.
Die hochbarocke Kirche folgt, wie viele süddeutsche Kirchenbauten dieser Zeit, dem Vorarlberger Münsterschema. Am 25. September 1705 wurde die Kirche vom Weihbischof des damaligen Bistums Konstanz Konrad Ferdinand Geist von Wildegg geweiht. Die Altarblätter für die Altäre der Erstausstattung in Tannheim stammen von Johann Friedrich Sichelbein aus Memmingen
. 
Bei der umfassenden Renovierung 1963–65 wurden spätere Hinzufügungen (so etwa zwei Seitenaltäre von 1874) aus der Kirche entfernt.

## Ausstattung

### Hochaltar
Der Hochaltar trägt das Wappen des ehemaligen Abtes der Reichsabtei Ochsenhausen Coelestin Frener. Das Altarbild stammt von Johann Georg Bergmüller.

### Fresken

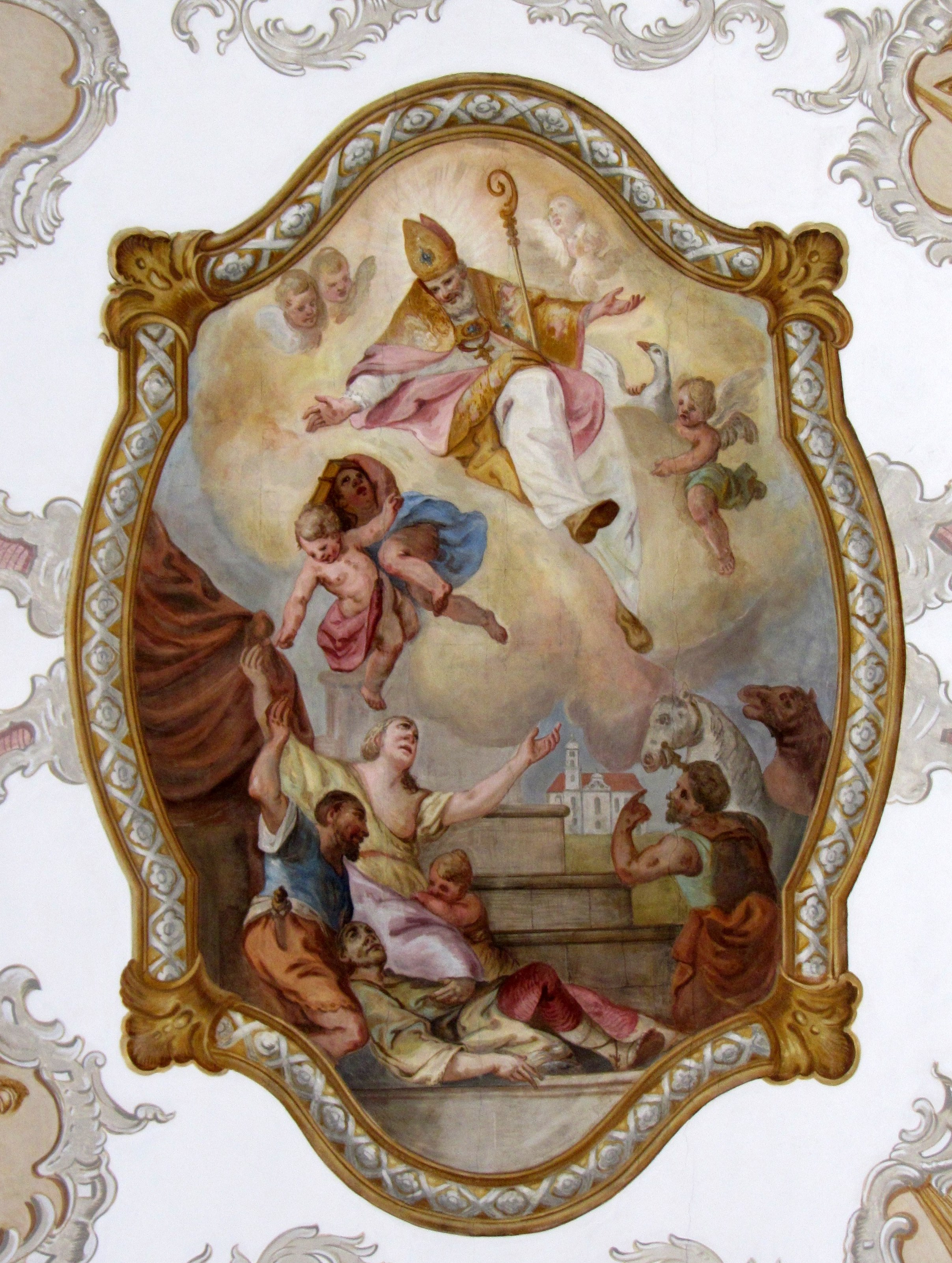
Heiliger Martin

Maler der 1766/67 entstandenen Fresken war Chrysostomus Forchner. Die Fresken beschäftigen sich mit folgenden Themen:
Über dem Chor:
- Das erste Fresko von Forchner im Chor hat die Verehrung des Lammes (Offb. 5,8-14) als Thema. Ein gehörntes Lamm steht auf dem Buch mit den sieben Siegeln. Es wird von Heiligen angebetet. Zwei der Patriarchen haben eine Weihrauchschale in der rechten Hand. Die vier Seitenfresken zeigen die Evangelisten mit ihren dazugehörigen Attributen.
- Im zweiten Fresko des Chores kniet Benedikt von Nursia vor der Dreifaltigkeit. Seine Attribute, Buch, Abtsmitra und -stab, werden von Engeln gehalten.

Über dem Schiff:
- Maria übergibt dem heiligen Dominikus den Rosenkranz und dem heiligen Simon Stock das Skapulier. Zwei dazugehörige Seitenfresken zeigen die Heiligen Maurus und Placidus.

- Auf dem Fresko, das den Patron der Kirche Martin von Tours zum Thema hat, ist auch die Pfarrkirche selbst abgebildet. Martins Tod, Christus erscheint Martin, Martins Wahl zum Bischof und die Mantelteilung werden als Szenen aus seinem Leben dargestellt. In den Seitenfresken Vitus und Urban.
- Heiliger Sebastian, Felix und Regula, Geschwister und Mitglieder der Thebaischen Legion in den Seitenfresken.

Über der Orgel:

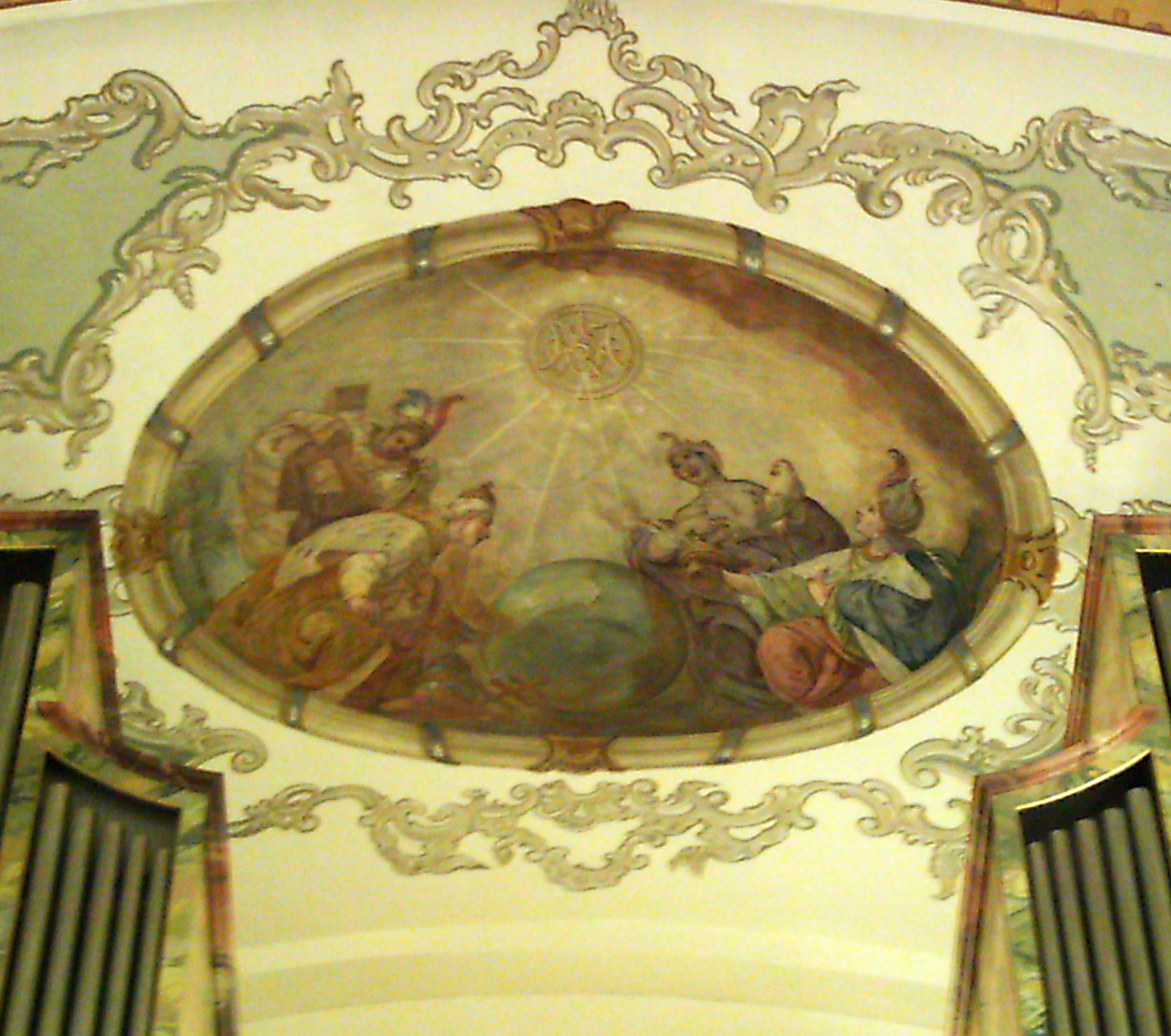
Orgelfresko

- Auf dem Fresko über der Orgel – Huldigung Mariä Namen – sind vier Personen, ein Marienmonogramm und eine bläulich-milchige Erdkugel dargestellt. Das Marienmonogramm wird von zwölf Sternen umkränzt. Die vier Personen unterhalb des Monogramms sollen die damals bekannten Erdteile versinnbildlichen. Es sind von links nach rechts: Amerika mit blau-weiß-rotem Federschmuck und umgehängtem Pfeilköcher. Europa kniet vor der mittigen Erdkugel. Sie hat eine stilisierte Kaiserkrone als Kopfbedeckung und einen Mantel mit Hermelinpelz. Vor ihr befinden sich Tiara und Papststab. Rechts neben der Erdkugel stehend mit nacktem Oberkörper Afrika, in der linken Hand einen Papagei und mit einer Kopfbedeckung, aus der ein Elefantenrüssel herausragt. Auf derselben Höhe wie Europa, Asien mit Weihrauchgefäß und Turban. Auf dem Turban ist ein Halbmond angebracht. In zwei kleineren Seitenfresken sind König David und die heilige Cäcilia abgebildet. Beide Heilige haben einen Bezug zur Kirchenmusik.

Die bevorzugte Hervorhebung des Ordensgründers Benedikt von Nursia im Programm der Fresken vor dem eigentlichen Kirchenpatron Martin verweist darauf, dass Tannheim dem Kloster Ochsenhausen inkorporiert war.

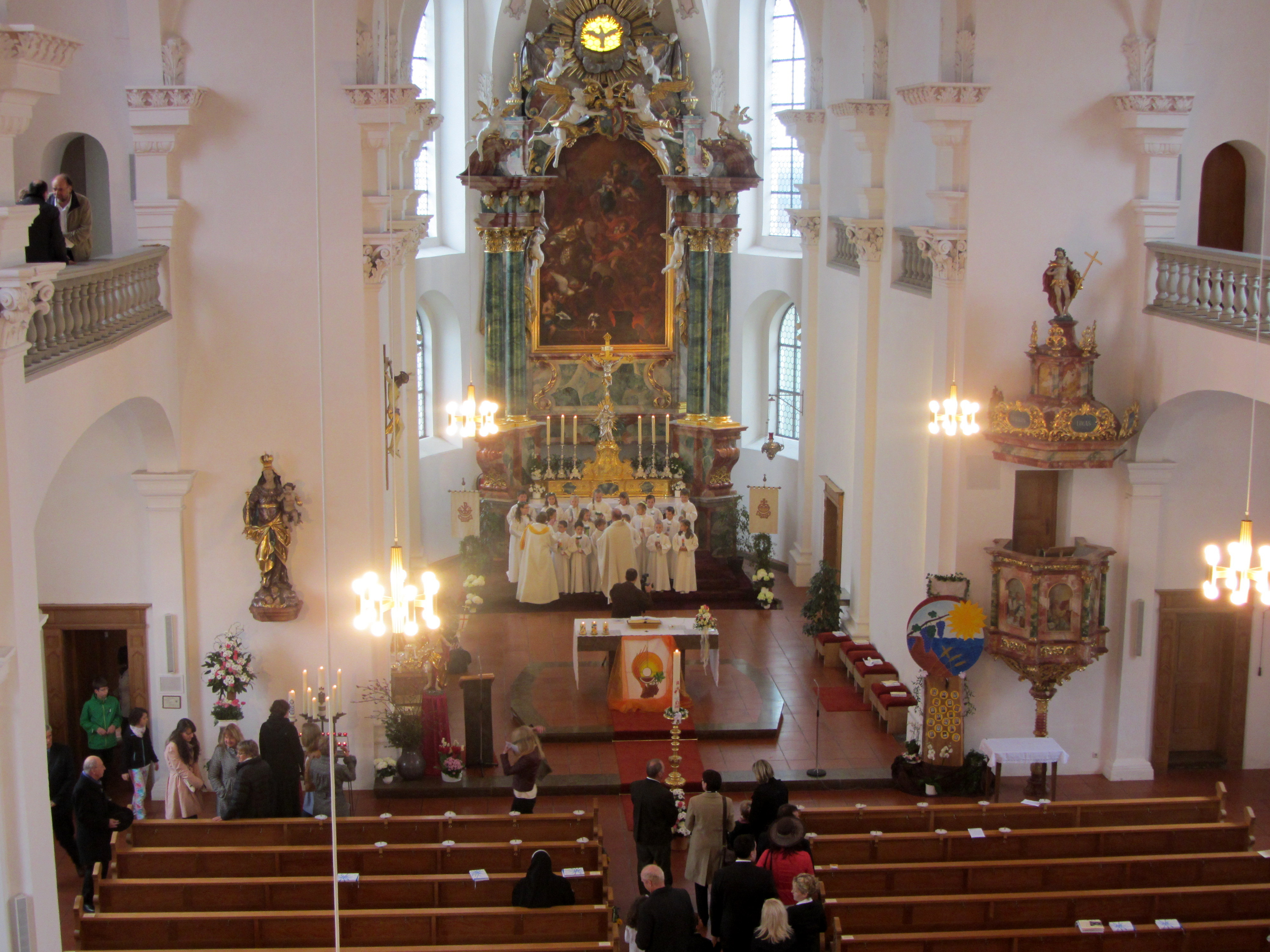
Heilige Kommunion in St. Martin (2013)

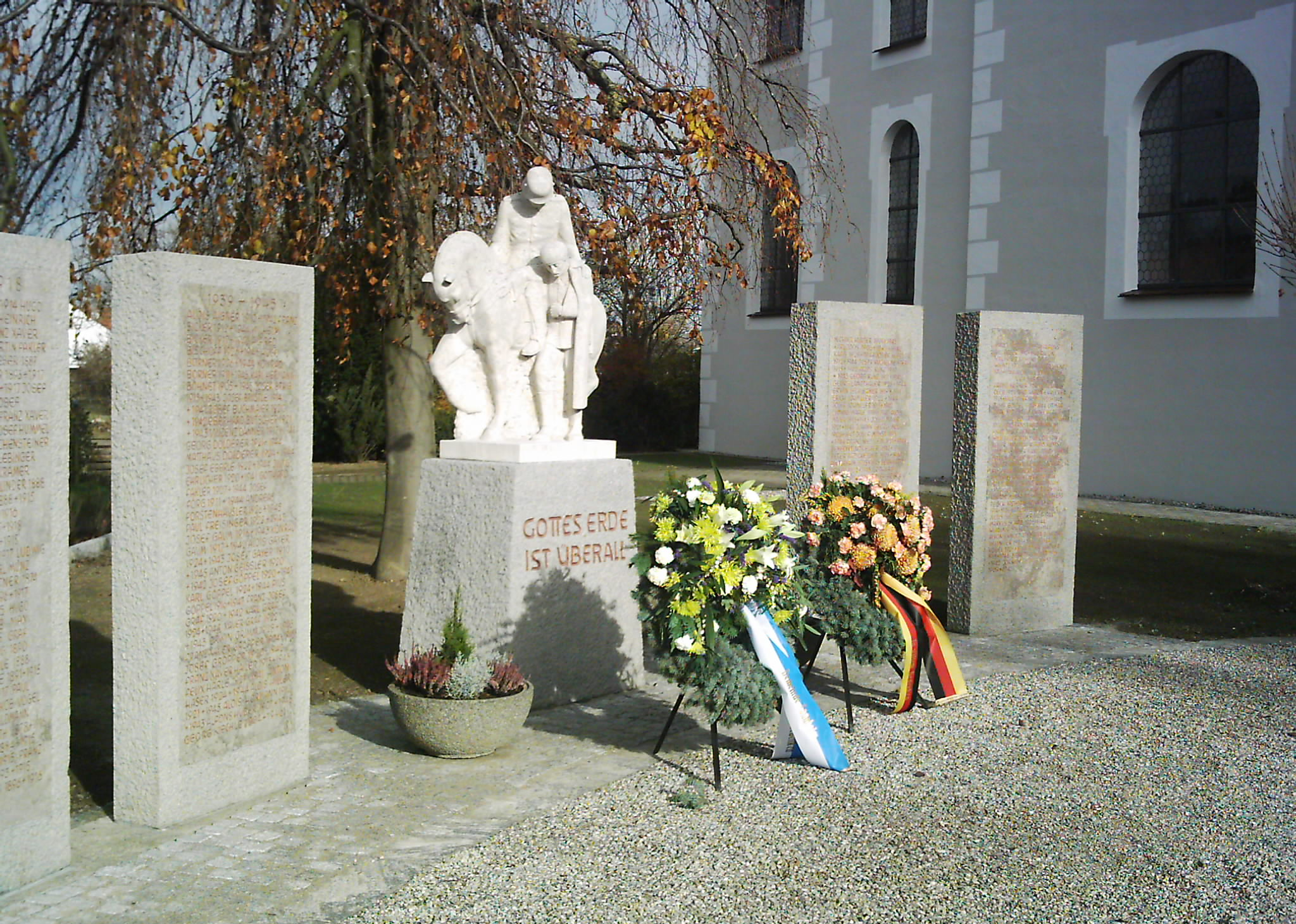
Gefallenendenkmal

## Ehemalige Pfarrer von St. Martin
- Franziskus Klesin (1643–1708)
- Hieronymus II. Lindau (1657–1719)
- Coelestin Frener (1664–1737)
- Benedikt Denzel (1692–1767)
- Aemilian Rosengart (1757–1810)

## Ehrenmal
Zwischen Kirche und dem östlich gelegenen Pfarrhaus befindet sich als Ehrenmal das Kriegerdenkmal Tannheim für die über einhundert gefallenen Söhne des Ortes aus den beiden Weltkriegen, wobei allein im Zweiten Weltkrieg 80 tote und 30 vermisste Soldaten aus Tannheim zu beklagen sind. Die Inschrift auf dem Denkmal lautet: „Gottes Erde ist überall“.